# 粵語懶音
粵語懶音指粵語語音的規律流變。這現象會增加同音字而且導致歧義，從而得名懶音。但懶音一稱也有多種爭議，某些合併及變異音變并不因懶。懶音或許起因在沒有正式接觸標準音的教育，或是受鄉音影響。又有不少人認為是語言的自然演化現象，在其他語言亦會時常發生，例如韓語的多種音變規則，不需過份憂慮及重視。粵語懶音普遍出現在聲母、韻母，也有部分出現在複雜的輔音、聲調；亦有指香港粵語懶音包括鼻音韻尾[ŋ]變讀[n]，塞音韻尾[k]、[t]相混，古母（圓唇舌根音[kʷ]）、困母（[kʷʰ]）圓唇成分脫落，疑（鼻音聲母[ŋ]）影（零聲母）互換，泥（鼻音聲母[n]）併入來（邊音[l]），以及音節鼻音[ŋ]變讀[m]等音變現象。

## 聲母

### 泥[n]、來[l]合流

#### 因素
- 客家口音遗留（香港客家話泥來不分）
- 语流音变

英華分韻撮要（1856年）已載泥來混淆現象。同樣現象亦開始於1950年代出現於香港。
- 語音同化
- 方言口音（南海口音、西關口音、番禺口音、順德口音）
- 其他汉语方言的影响（20世纪70年代香港鼓励粤语取代其他汉语方言在公众场合使用，原先以客家话、闽南话等方言为母语的使用者在学习粤语时，带入母语泥來不分的发音习惯。而香港客家話泥來不分。）

#### 現狀
粵語廣府方言的使用者，尤其是部分在廣東和香港的年輕人，泥母（鼻音[n]）和來母（舌邊音[l]）在日常生活中一般是自由变体，以來母为代表。泥來合流現象除了南番順地區，较少见于广东，某些粵語方言仍清晰區分这些声母。有香港播音員相反將「藍色」讀成「男色」。

#### 例子
男女（naːm˩　nɵy˩˧／nam4　nêu5）→藍呂（laːm˩　lɵy˩˧／lam4　lêu5）

### 疑母（鼻音[ŋ]）脫落

#### 因素
- 语流音变
- 語音同化
- 方言口音（番禺口音、順德口音、蜑家口音）
- 用[ŋ]发音较用力[來源請求]

#### 現狀
疑母脫落在香港甚为普遍；相反，廣州西關口音一般把影母（零聲母）讀如疑母。廣州有道菜名非常經典可練習疑母：“芽菜炒牛肉”（[ŋaː˩　tsʰɔːy˧　tsʰaːu˧˥　ŋɐu˩　jʊk˨）。
香港的疑母脫落现象甚为普遍，但粵語流行曲內常用字反而矯枉過正：按照语音演变规律，粤语「安」、「哀」、「埃」、「爱」等字都是影母，母語者却普遍讀如疑母。

#### 例子
我：ŋɔː˩˧→ɔː˩˧
銀：ŋɐn˩→ɐn˩
魏／偽：ŋɐi˨→ɐi˨
與以上例子相若的情況多不勝數。

### 合口聲母古（[kʷ]）、困（[kʷʰ]）遇[ɔː]韻腹脫合口

#### 因素
- 语流音变
- 語音同化
- 方言口音
- 其他漢語語言的影響（客家話）

#### 現狀
近年來，廣東地區粵語使用者念以[ɔː]為韻腹的字時往往把古母[kʷ]發成見母[k]，把困母[kʷʰ]發成溪母[kʰ]。此現象於港澳亦常見。

#### 例
廣（kʷɔːŋ˧˥）府→港（kɔːŋ˧˥）府
水果（kʷɔː˧˥）→水嗰（kɔː˧˥）
轮廓（kʷʰɔːk˧）→轮确（kʰɔːk˧）
客家話沒有古困二母，部分人可能受客家話影響。就以上例子，「廣」與「港」在客家話同音（kɔŋ）；「果」與「嗰」在客家話同音（kɔ）；「廓」與「確」在客家話同音（kʰɔk）。

##### 古母ɔː腹例字（不計調）
- kʷɔː：戈果裹過
- kʷɔːŋ：光廣
- kʷɔːk：國郭

##### 困母ɔː腹例字（不計調）
- kʷʰɔːŋ：礦狂
- kʷʰɔːk：廓

### 聲母弱化

#### 因素
- 音变（语流音变、同化、异化）

#### 例
- 古溪母在粵語多變喉擦音曉母，但讀軟齶塞音的群母即使清化讀如見溪亦極少讀如曉母，常用字有佢：kʰɵy˩˧／kêu5→hɵy˩˧／hêu5
- 踩：tsʰaːi˧˥／chai2→jaːi˧˥／yai2
- 煙（韌）：jiːn˥→ʔiːn˥／ngin1

## 韻母

### n、ŋ韻尾不分

#### 因素
- 音变（语流音变、同化、异化）
- 方言口音（番部份鄉鎮口音、東莞部份鄉鎮口音、香港部份圍頭村落口音、蜑家口音，等等）

#### 現狀
很多人能辨別並準確發出這兩種韻尾，但也有不少人分不清，並一律讀成n尾；亦有很多人知道兩音的分別，但認為ŋ音太費力（同疑母）而改發n音。ŋ收音的字舌尖一定要平放才能準確發音，錯誤把舌尖翹起就会发成n音。

#### 例子
- 冷（laːŋ˩˧）→懶（laːn˩˧）
- 猛（maːŋ˩˧）→晚（maːn˩˧）
- 恒生銀行→「痕身」ɐn「寒」
- 我→念成臥

- 牛→念成藕

### t、k韻尾不分

#### 起源
和n、ŋ韻尾不分相若（韻尾n、ŋ的對應入聲為韻尾t、k）。

#### 現狀
和韻尾n、ŋ不分相若。

#### 例子
策（tsʰaːk˧）→察（tsʰaːt˧）
責（tsaːk˧）→札（tsaːt˧）

### 韻尾m变n

#### 起源与現狀
这情况常出现在周星驰的电影，其发音深深影响香港人，影迷相繼模仿。

#### 例子
- 深（sɐm˥）入→伸（sɐn˥）入
- 含（hɐm˩）义→痕（hɐn˩）义

## 鼻音節

### 吾（ŋ）變毋／唔（m）

#### 因素
- 语流音变
- 語音同化

#### 現狀
粵語发鼻音節m的字仅有『毋／唔』，其他字如吳、五、誤一并从鼻音節ŋ。现在有不少人把鼻音節ŋ和鼻音節m混同。

#### 例
吳（ŋ˩）→毋／唔（m˩）
誤（ŋ˨）會→m˨會

## 聲調

### 高平55與高降53陰平不分

#### 現狀
粵語陰平分為高平調55（與普通話阴平55相同）和高降調53（與普通話去聲51相似）。一般來説，除了老年層和吟詩場合，今人讀陰平調一律讀成高平，聲調系統只剩下九調。（中山大學中文系譚步雲博士認為廣州話有高平變調和兩種陰平調，香港話一般只有高平變調。）在香港，新一代粵語母語使用者多不知道兩音有別，學校沒有教兩種讀法的分別，基本已二合為一。

#### 例
- 好孫（高平）→好酸（高降）
- 方（高平）糖→荒（高降）唐
- 米篩（名詞高平）→篩（動詞高降）米

### 陰陽上不分

#### 起源
- 受某些方言的影響，如清遠話、中山石岐口音。[來源請求]
- 某些粵語標音方案只用數字而不用五度調值標調，不能具體描述兩者分別

#### 現狀
總括來説，大部分人能分清陰上[35]與陽上[13]，粵母語者只有極少人分不清，但對非母語用者來說（尤以普通話為母語者）較難分。

#### 例
- 鄙pʰei˧˥／péi2、婢pʰei˩˧／péi5
- 想sœːŋ˧˥／sêng2、上sœːŋ˩˧／sêng5
- 寫sɛː˧˥／sé2、社sɛː˩˧／sé5
- 妖jiːu˧˥、擾繞jiːu˩˧
- 枉wɔːŋ˧˥、往wɔːŋ˩˧

### 陰陽去不分
陰去[33]（及對應的下陰入[3]）與陽去[22]（及對應的陽入[2]）不分。此情況亦極少出現在粵母語者。與陰陽上不分的情況相若，多發生於普通話母語者。

#### 例

##### 陽去、陽入讀作陰去、下陰入
- 協hiːp˨／hib6→hiːp˧／hib3
- 昨tsɔːk˨／zog6→tsɔːk˧／zog3

##### 陰去、下陰入讀作陽去、陽入
- 乙jyːt˧／yud3→jyːt˨／yud6
- 錫sɛːk˧／ség3→sɛːk˨／ség6

### 陰去陽上不分

#### 起源
不詳，但兩者調尾極接近或一樣，與有些分不清普通話陰平、去聲的人情況類似。

#### 現狀
絕大部份人都能分清，分不清兩者的人一般讀陰去，母語者較常見。

#### 例子
- 佢kʰɵy˩˧→kʰɵy˧或直接變「去」hɵy˧（如佢哋→去哋）

### 入聲的變調與不變調不分

#### 起源
粵語入聲可以變調，有的更有辨義作用。但由於其中一些變調比較少出現，所以造成一些年輕人區分不清。

#### 現狀
大部分人能勉強區分。由於這個變調原則頗為常見，如以下的「玉」例子來說，的入聲的七、八、九聲皆沒有其代表音，因此這是區分六聲九調的弊端。有人認為應該廢除入聲三調，而直接用一至六調標音，以降低混亂性及降低教學難度。在香港，香港中文大學「粵語審音配詞字庫」使用1-6聲而不使用7-9聲標音。在外國，著名非母語語言教學YouTube頻道LangFocus介紹廣東話，便不將入聲另外劃分，只教一至六聲。

#### 例子
去買嚿玉juk9／yug2

去買嚿肉juk9／yug6

肉玉本同音，是第九聲（陽入22），玉可以變調讀第二聲（陰上35），但肉不可以。

半個月jyut9／yud6（十五天）

半個月jyut2／yud2（半個月亮／月餅）

## 其它

### 文白異讀區分不清

#### 起源
粤语与各现有汉语分支一样都存有文白二读现象，粤语中的文读白读之间发音差异明显较小，出现频率也不高，因此有部分人區分不清。

#### 現狀
大部分人能區分清楚。

#### 例子

##### 韻母
最常见的形态是以白读-eng韵母取代文读-ing韵母，如病、命、钉、听、岭白读-eng，文读-ing。

##### 聲母
文讀：近（gan6／gen6）代，白讀：远近（kan5／ken5）。

##### 其他
逆白讀ngaak9／ngag6，文讀jik9／yig6。

### 普通話的影響

#### 起源
甲、乙二字粵音相異，但國音相同，導致講者誤會兩字粵音亦相同，因此把甲之粵音張冠李戴，套用於乙字。

相反現象（甲、乙二字國音相異，但粵音相同而導致誤讀）亦見於初學國語之母語為粵語之人士。

中國大陸推廣普通話教育，某些學生受普通話影響嚴重。

#### 現狀
廣東學生（特別是非粵語為母語者）的此种現象較嚴重。

#### 例子
橫（waang4／wang4）→衡（hang4／heng4）

榮（wing4）→容（jung4／yung4）

函（haam4／ham4）→含（ham4／hem4）

熠（jap9／yep6）→易（ji6／yi6）

坡（bo1）→棵（po1）

凝（jing4／ying4）→寧（ning4）

恩（jan1／yen1）→奀（an1／en1）

宏（wang4／weng4）→红（hung4／hung4）
桌（coek3）→（zo1）
逆（jik9）→（nik6）

## 軼事

### 懶音當諧音
廣府粵語中有不少諧音的笑話、歇後語等，其中不少不單展現於日常生活，有些更出現於影視作品上，經典的如於周星馳電影《九品芝麻官之白面包青天》以懶音當作借字的「吳廣德（ng4gwong5dak7）」幽默點子（懶音作（m4gong5dak7）唔講得，請參考段落#韻母ng變成m和#複合聲母w（u）脫落（韻母o之前））。

## 参看
- 汉语音韵学
- 粤语
- 香港粵語
- 懶音
- 粵語正音運動
- 粵音朗讀測試
- 粵語方言
- 《最緊要正字》
- 輔音弱化

## 腳注
1. ↑   (PDF).   [2019-07-24]. （原始内容 (PDF)存档于2019-07-24）.
2. ↑   (PDF).   [2019-07-23]. （原始内容 (PDF)存档于2020-12-24）.
3. 1 2  . 2018-11-26  [2022-12-09]. （原始内容存档于2019-10-03）.
4. ↑   (PDF).   [2019-07-23]. （原始内容 (PDF)存档于2019-07-23）.
5. ↑  本頁面中之粵語拼音，前者爲香港粵語拼音，後者爲廣東教育廳發佈的《廣州話拼音方案》中的粵語拼音。
6. ↑  http://hklit.com/forum/forum.php?mod=viewthread&tid=7380 （页面存档备份，存于） 「懶音」批判，李家豪
7. 1 2 3  多少先生名叫“吳廣德”-文化評論-文化名城-廣佛都市網 （页面存档备份，存于）
8. ↑   www.hkilang.org 香港本土語言保育協會 發音字典
9. ↑  . 2007-06-13  [2022-12-09]. （原始内容存档于2022-12-09）.
10. ↑  
.   [17 January 2020]. （原始内容存档于2020-12-24） –www.youtube.com.
11. ↑  .   [2014-02-22]. （原始内容存档于2020-12-24）.
12. ↑  .   [2014-02-22]. （原始内容存档于2016-03-05）.